# Mistrovství Evropy v zápasu řecko-římském 2005
Mistrovství Evropy v zápasu řecko-římském za rok 2005 proběhlo v Paláci kultury a sportu ve Varně, Bulharsko ve dnech 16.-17. dubna 2005.

## Česká stopa
- -55 kg – Jan Hocko
- -60 kg – Petr Švehla
- -66 kg – Tomáš Sobecký, Michal Bláha
- -74 kg – Ondřej Jaroš
- -96 kg – Marek Švec
- -120 kg – David Vála

## Program
- SO – 16.04.2005 – muži (−55 kg, −66 kg, −84 kg, −120 kg)
- NE – 17.04.2005 – muži (−60 kg, −74 kg, −96 kg)

## Výsledky

### Muži
| Kategorie | Zlato                   | Stříbro                                  | Bronz                    | Bronz                    |
| --------- | ----------------------- | ---------------------------------------- | ------------------------ | ------------------------ |
| −55 kg    | Viktor Korabljov (RUS)  | Roman Amojan (ARM)                       | Ivo Angelov (BUL)        | Bayram Özdemir (TUR)     |
| −60 kg    | Vitali Rahimov (AZE)    | Eusebiu Diaconu (ROU)                    | Davit Bedynadze (GEO)    | Alexej Ševcov (RUS)      |
| −66 kg    | Nikolaj Gergov (BUL)    | Christian Fetzer (GER)                   | Moises Sánchez (ESP)     | Sergej Kovalenko (RUS)   |
| −74 kg    | Movses Karapetjan (ARM) | Velin Marinov (BUL)                      | Neven Žugaj (CRO)        | Adam Juretzko (GER)      |
| −84 kg    | Alexej Mišin (RUS)      | Nikola Stojanov (BUL) Serkan Özden (TUR) | Badri Chasaija (GEO)     | Laimutis Adomaitis (LTU) |
| −96 kg    | Hamza Yerlikaya (TUR)   | Jimmy Lidberg (SWE)                      | Mindaugas Ežerskis (LTU) | Dmytro Tymčenko (UKR)    |
| −120 kg   | Sergej Arťuchin (BLR)   | Yekta Yılmaz Gül (TUR)                   | Krasimir Kočev (BUL)     | Mirian Giorgadze (GEO)   |